# 哈尔
哈尔（德語：Haar，發音：[ˈhaːɐ̯] ⓘ）是德国巴伐利亚州上巴伐利亚行政区慕尼黑县的城市，面积12.9平方千米，2023年12月31日人口为23,056人。2025年1月28日，哈尔成为慕尼黑县第三个升格为城市（Stadt）的市镇。